# Аммосов, Алексей Митрофанович
Алексе́й Митрофа́нович Аммо́сов (31 декабря 1873, Кашин, Тверская губерния — 1946) — советский педагог-математик, просветитель, Герой Труда (1934).

## Биография
Родился 31 декабря 1873 года в Кашине Тверской губернии.
После окончания Московского университета (1897) преподавал в Баку в средней школе. С 1920 года работал в вузах Азербайджана. Профессор (1931).
Около 50 лет посвятил развитию математического образования в Азербайджане. Написал труды по методике преподавания математики в средней и высшей школах.

## Награды
- Герой Труда (1934)
- Орден «Знак Почёта» и медали
- Почётная грамота Верховного Совета Азербайджанской ССР